# 포르투뇰

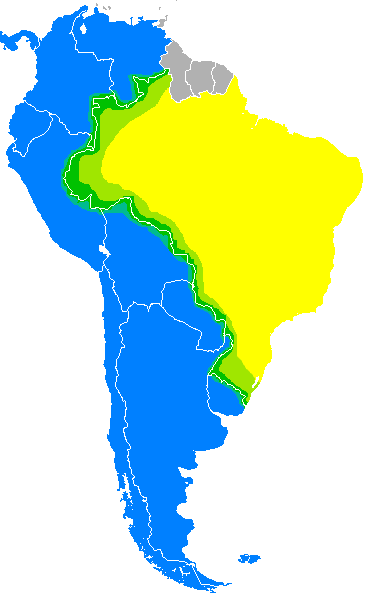
El Portuñol americano

포르투뇰(Portuñol, Portunhol)이란 Português/Portugués와 Español/Espanhol의 합성어로 스페인어와 포르투갈어의 양 언어가 공존하는 다양한 지역에서 발생하는 양언어사이의 중간형태 또는 그 접촉결과로 생겨난 혼종어를 말한다. 가장 잘 알려지고 연구된 포르투뇰은 우루과이와 브라질의 국경지대에서 사용되는 리베렌세 포르투뇰이다.

## 코드스위칭(바꿔 말하기)의 경우
포르투뇰은 포르투갈어 화자와 스페인어 화자가 서로 의사소통을 시도하는 과정에서 발생하는 비 구조적인 혼합양상을 가리키기도 한다. 이 두 언어의 화자의 경우 그 혼합적인 상태의 언어를 어느 정도 유창하게 구사하는 것이 가능한데, 그것은 이 양 언어가 매우 많은 유사점을 가진 언어이기 때문이다.

## 독립 언어의 경우
우루과이와 브라질 사이에는 리베라와 산타나두리브라멘투라는 쌍둥이 도시가 있는데, 이곳의 국경은 개방되어 있으며, 오직 라인으로만 두 나라의 국경이 구분된다. 이러한 상태가 수백년간 지속되면서 양 언어가 공존 및 혼합하는 과정이 자연스럽게 형성되어, 마침내 포르투뇰이라 부를 수 있는 독립된 혼종어가 형성되었다. 이 언어는 많은 언어학자들에 의해 연구되고 있다.

## 같이 보기
- 스팽글리시
- 수르지크어